# دامة (دومر)
دامة (منطقة وشتا) (بالألمانية: Damme (Dümmer)) هي مدينة و بلدة ألمانية تقع في ألمانيا في سكسونيا السفلى.[بحاجة لمصدر]  يقدر عدد سكانها بـ 16,162 نسمة .

## المدن التوأمة
مدن و دامه و دامه هي مدن توأمة لـدامة (منطقة وشتا).